# Пен Естејтс (Пенсилванија)
Пен Естејтс (енгл. Penn Estates) насељено је место без административног статуса у америчкој савезној држави Пенсилванија.

## Демографија
По попису из 2010. године број становника је 4.493.
| Група             | 2000.    | 2010.         |
| Белци             | 0 (0,0%) | 1.791 (39,9%) |
| Афроамериканци    | 0 (0,0%) | 1.349 (30,0%) |
| Азијати           | 0 (0,0%) | 147 (3,3%)    |
| Хиспаноамериканци | 0 (0,0%) | 1.194 (26,6%) |
| Укупно            | 0        | 4.493         |